# Karl Glossy

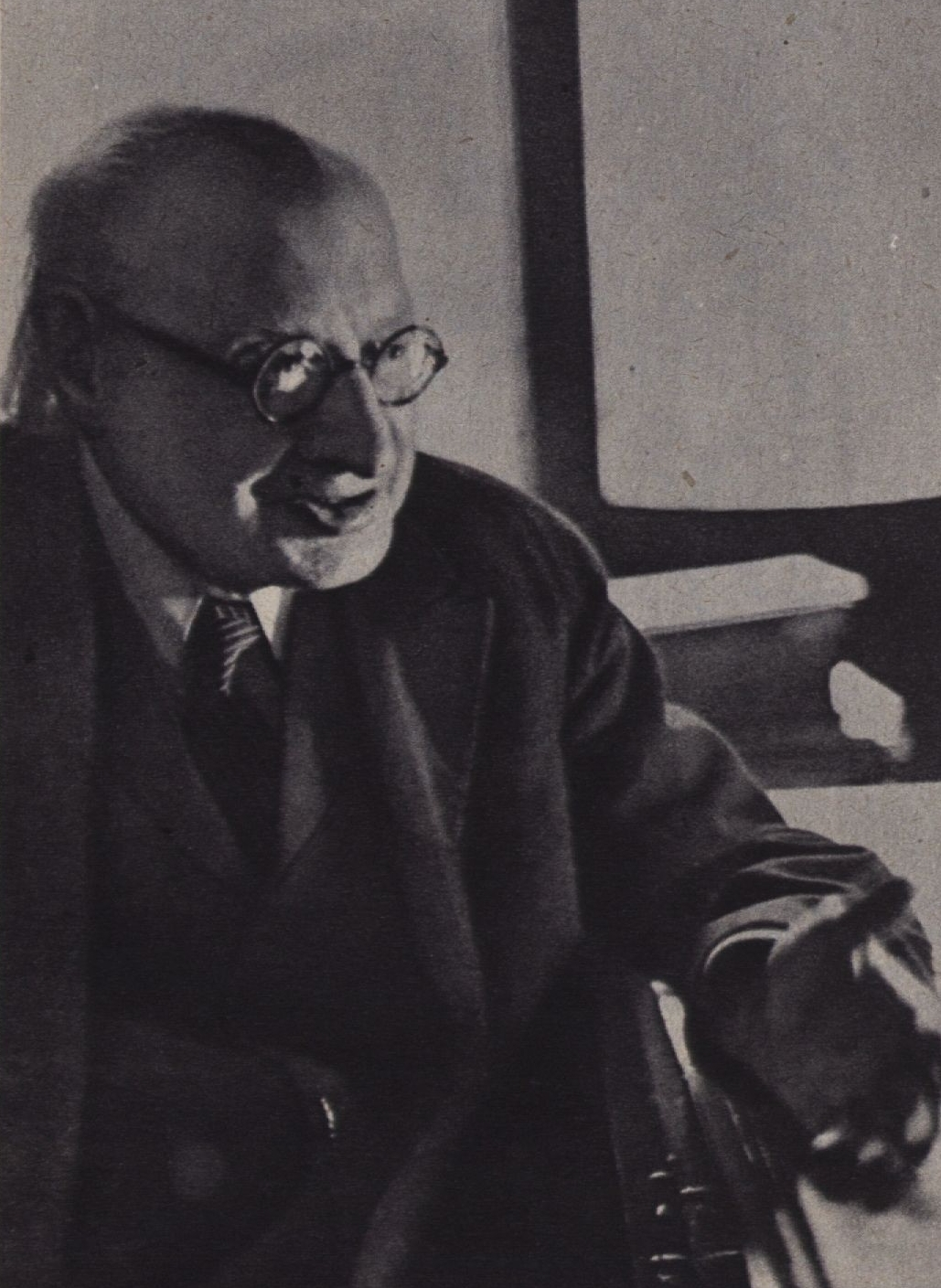
Aufnahme von Otto Skall aus Karl Glossys letztem Lebensjahr

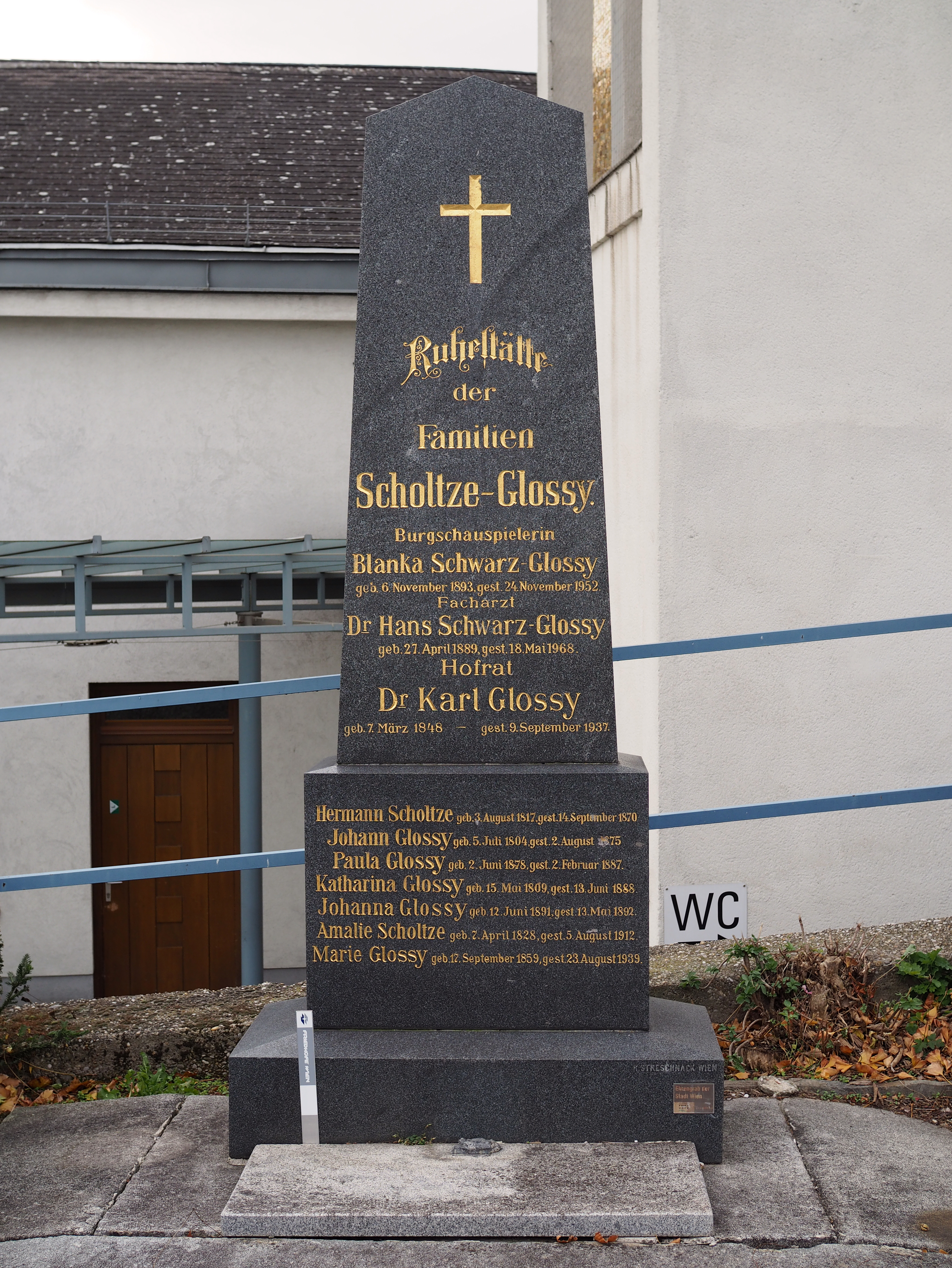
Grab von Karl Glossy auf dem Baumgartner Friedhof

Karl Glossy (* 7. März 1848 in Wien; † 9. September 1937 ebenda; auch Carl Glossy) war ein österreichischer Literaturhistoriker und Direktor der städtischen Sammlungen.

## Leben und Wirken
Karl Glossy war der älteste Sohn des Vergolders Johann Glossy und seiner Frau Katherina.
Mit 15 Jahren unterbrach er seine Schulausbildung am Wiener Piaristengymnasium, um zum Theater zu gehen. Mit einer Wandergruppe bereiste er Ungarn und Böhmen und setzte dann nach einem Jahr seine Ausbildung in Krems fort. Bereits zu Schulzeiten schrieb er die ersten Theaterkritiken.
Nachdem er an der Universität Wien den Titel Dr. jur. erlangt hatte, trat Glossy 1874 beim Magistrat Wien ein. 1881 wurde er Kustos der Städtischen Sammlungen und 1891 Direktor der Stadtbibliothek. Dort erwarb er sich im Zuge seiner Tätigkeit eingehende geschichtliche Kenntnisse. Für die großen Ausstellungen der Stadt Wien („Historische Ausstellung Türkenbelagerung“ 1883; „100. Geburtstag Grillparzers“ 1891; „Musik und Theater“ 1892; „Schubert“ 1897) redigierte er die Kataloge.
Nach dem Tod der Schwestern Fröhlich nahm Glossy Grillparzers Nachlass auf und veröffentlichte viele Dokumente aus den Archivbeständen. In dem von ihm herausgegebenen Jahrbuch der Grillparzer-Gesellschaft ließ er zahlreiche Aufsätze über den Dichter erscheinen. Mit der Herausgabe von Raimunds Werken sowie Schreyvogels und Bauernfelds Tagebüchern leistete er Grundlegendes für die Kenntnis des österreichischen Vormärz. Glossy erschloss viele Quellen und Dokumente vor allem zur Geschichte der Zensur. Ab 1904 leitete er zusammen mit Alfred Freiherr von Berger die „Österreichische Rundschau“, eine Kulturzeitschrift.
Am 9. März 1928 wurde Karl Glossy zum Bürger der Stadt Wien ehrenhalber ernannt. Im Jahr 1952 wurde in Wien-Penzing (14. Bezirk) die Glossystraße nach ihm benannt.
Karl Glossy war der Vater der Schauspielerin und Grafikerin Blanka Glossy (1893–1952). Sein ehrenhalber gewidmetes Grab befindet sich auf dem Baumgartner Friedhof (Gruppe A, Nummer 4).

## Werke
- Wiener Studien und Dokumente. Steyrermühl, Wien 1933
- Vierzig Jahre deutsches Volkstheater. Verlag des Deutschen Volkstheaters, Wien 1929
- Das Burgtheater unter seinem Gründer Kaiser Joseph II. A. Hartleben, Wien 1926 (= Österreichische Bücherei. Band 22)
- Aus der Briefmappe eines Burgtheaterdirektors (Franz von Dingelstedt). Kunstverlag A. Schroll & Co., Wien 1925
- Kleinere Schriften. C. Fromme, Wien 1918
- Literarische Geheimberichte aus dem Vormärz. Konegen, Wien 1912